# Wilhelm Achilles
Wilhelm Achilles (Lipcse, 1862. november 5. – 1913 után) német író.

## Élete
Több lipcsei középiskolába is járt, ezután az ottani egyetemen jogot, politológiát és közgazdaságtant hallgatott. Apja akaratát követve jogi diplomája megszerzése után előbb mint ügyvéd tevékenykedett, de mivel néhány verse pozitív fogadtatásra lelt, elhagyta a jogi pályát, s szabadúszó író lett. Első kötete 1891-ben jelent meg, ezt 1895-ben követte az újabb. Tagja volt a lipcsei gimnasztikai klubnak, 1901-ben tette közzé e klub dalainak gyűjteményét.

## Válogatott munkái
- Achilles − Gedichte, Leipzig, Albert Müller, 1891
- Neue Gedichte und poetische Erzählungen, 1895
- Liederschatz des Leipziger Turnvereins, (szerkesztőként), Leipzig-Eutritzsch, o. J. [1901]

## Külső hivatkozások
- A Liederschatz des Leipziger Turnvereins a német wikisource oldalán

## Fordítás
- Ez a szócikk részben vagy egészben  a   Wilhelm Achilles című német Wikipédia-szócikk ezen változatának fordításán alapul.  Az eredeti cikk szerkesztőit annak laptörténete sorolja fel. Ez a jelzés csupán a megfogalmazás eredetét és a szerzői jogokat jelzi, nem szolgál a cikkben szereplő információk forrásmegjelöléseként.